# Calolamprodes elephan
Calolamprodes elephan är en kackerlacksart som beskrevs av Anisyutkin 2006. Calolamprodes elephan ingår i släktet Calolamprodes och familjen jättekackerlackor.
Artens utbredningsområde är Kambodja. Inga underarter finns listade.